# (35618) Tartu
(35618) Tartu ist ein Asteroid des Hauptgürtels, der am 25. April 1998 vom belgischen Astronomen Eric Walter Elst am La-Silla-Observatorium der Europäischen Südsternwarte in Chile (IAU-Code 809) entdeckt wurde.
(35618) Tartu wurde am 22. Januar 2008 nach der zweitgrößten Stadt Estlands Tartu benannt, die Sitz der Universität Tartu ist und in der 1811 die historische Sternwarte Dorpat gegründet wurde.